# Headings
 Der er for få eller ingen kildehenvisninger i denne artikel, hvilket er et problem. Du kan hjælpe ved at angive troværdige kilder til de påstande, som fremføres i artiklen.

Headings (dansk: overskrift(er)) er en vigtig del af SEO (søgemaskineoptimering) og har en betydelig indvirkning på en websides placering i søgeresultaterne. De bruges til at organisere og strukturere indholdet på en webside, hvilket kan hjælpe søgemaskinerne med at forstå, hvad siden handler om, og hvordan det relevant er for søgninger.
Der er 6 niveauer af headings, som kan bruges i HTML-koden - H1 til H6. H1-overskrifter er den mest vigtige type overskrift, og bør kun bruges én gang på en side til at angive dens primære emne. De andre headings-niveauer bør derefter bruges til at opdele sidens indhold i mindre dele og give en tydelig hierarkisk struktur.
Det er vigtigt, at headings bruges på en logisk og relevant måde, og at de indeholder nøgleord, der er relevante for sidens emne. Dette gør det nemmere for søgemaskinerne at identificere, hvad siden handler om, og hjælper med at forbedre sidens rangering i søgeresultaterne.
Det anbefales også, at headings bruges sammen med god skrivepraksis, herunder at de er korte og klare, og at de giver en god beskrivelse af det indhold, der følger.